# Elena Peak
Elena Peak (in lingua bulgara: връх Елена, vrach Elena)  è un picco roccioso, alto 700 m, situato nel Delchev Ridge dei Monti Tangra, nell'Isola Livingston, delle Isole Shetland Meridionali, in Antartide. Il picco sormonta il Sopot Ice Piedmont a nord e il Ghiacciaio Strandzha a sud.
La denominazione è stata assegnata in onore della città bulgara di Elena.
I versanti orientali del picco e il fianco settentrionale del Delchev Ridge in direzione del Renier Point, assieme alla porzione dell'adiacente Sopot Ice Piedmont, sono un sito popolare per lo sci fuori pista e l'arrampicata. Gli sciatori che arrivano in zona con le navi da crociera per visitare l'Isola Half Moon, possono raggiungere la terraferma per mezzo di gommoni gonfiabili.

## Localizzazione
Il picco è posizionato alle coordinate 62°37′50.3″S 59°53′41″W, 2,29 km a est-nordest del Delchev Peak e 5,13 km a ovest-sudovest del Renier Point.

## Mappe
- South Shetland Islands. Scale 1:200000 topographic map No. 3373. DOS 610 – W 62 58. Tolworth, UK, 1968.
- Islas Livingston y Decepción.  Mapa topográfico a escala 1:100000.  Madrid: Servicio Geográfico del Ejército, 1991.
- S. Soccol, D. Gildea and J. Bath. Livingston Island, Antarctica. Scale 1:100000 satellite map. The Omega Foundation, USA, 2004.
- L.L. Ivanov et al., Antarctica: Livingston Island and Greenwich Island, South Shetland Islands (from English Strait to Morton Strait, with illustrations and ice-cover distribution), 1:100000 scale topographic map, Antarctic Place-names Commission of Bulgaria, Sofia, 2005
- L.L. Ivanov. Antarctica: Livingston Island and Greenwich, Robert, Snow and Smith Islands. Scale 1:120000 topographic map. Troyan: Manfred Wörner Foundation, 2010. ISBN 978-954-92032-9-5 (First edition 2009. ISBN 978-954-92032-6-4)
- Antarctic Digital Database (ADD). Scale 1:250000 topographic map of Antarctica. Scientific Committee on Antarctic Research (SCAR), 1993–2016.